# Milán-San Remo 1915
La Milán-San Remo 1915 fue la 9.ª edición de la Milán-San Remo. La carrera se disputó el 28 de marzo de 1915. El vencedor final el italiano Ezio Corlaita.
Costante Girardengo fue el primero en cruzar la línea de meta pero fue descalificado por haber cogido un recorrido incorrecto.

## Clasificación final
| Posición | Ciclista            | Equipo  | Tiempo      |
| -------- | ------------------- | ------- | ----------- |
| 1        | Ezio Corlaita       | Dei     | 10h 36' 03" |
| 2        | Luigi Lucotti       | Bianchi | + 1' 07"    |
| 3        | Angelo Gremo        | Bianchi | + 6' 57"    |
| 4        | Carlo Galetti       | Dei     | + 7' 07"    |
| 5        | Giuseppe Azzini     | Bianchi | + 8' 27"    |
| 6        | Giovanni Cervi      | Ganna   | + 17' 04"   |
| 7        | Giovanni Rossignoli | -       | + 25' 37"   |
| 8        | Lauro Bordin        | Dei     | m. t.       |
| 9        | Ottavio Pratesi     | -       | m. t.       |
| 10       | Alfonso Calzolari   | Stucchi | m. t.       |